# Aiguille du Goûter
L'aiguille du Goûter est un sommet du versant français du massif du Mont-Blanc, en Haute-Savoie, culminant à 3 863 m d'altitude. À proximité du sommet se trouve le refuge du Goûter, point de départ de la voie normale du mont Blanc : l'arête des Bosses. L'aiguille du Goûter est accessible par son versant ouest, depuis la gare du Nid-d'Aigle (arrivée du tramway du Mont-Blanc) après environ cinq heures de marche, en passant par la baraque des Rognes et le refuge de Tête-Rousse. L'itinéraire est facile mais très exposé aux chutes de pierres lors de la traversée du Grand Couloir.
Le grand couloir a été descendu à ski par Jacky Bessat le 4 juin 1973.

## Toponymie
Le nom de l'aiguille provient de l'association avec le dôme du Goûter, qui fait référence au moment de la journée où le soleil passe au-dessus du sommet vu depuis la ville de Chamonix, après 16 heures, soit l'heure du goûter.

## Géographie

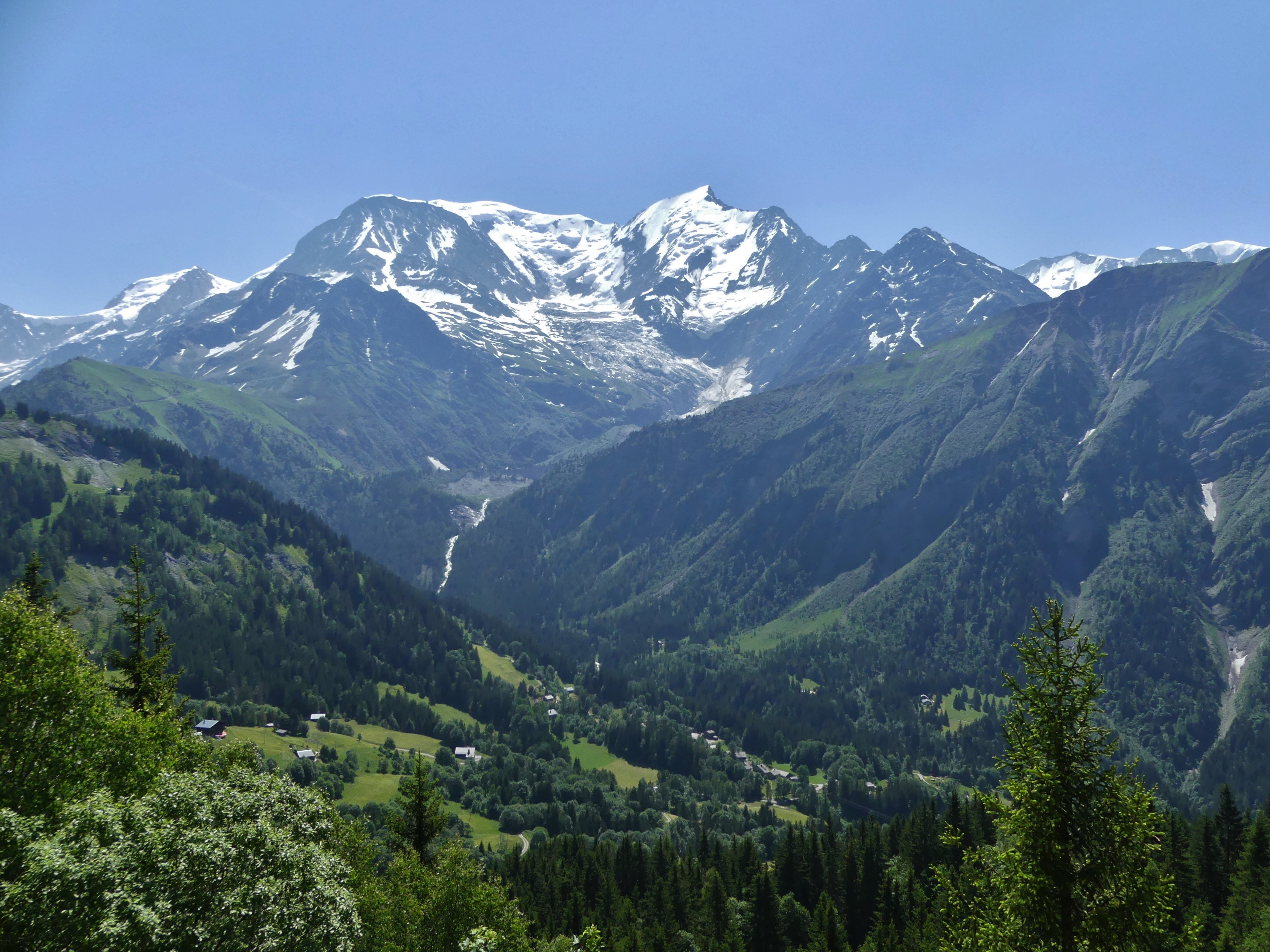
De gauche à droite : l'aiguille du Goûter, le dôme du Goûter et l'aiguille de Bionnassay depuis le val Montjoie.

## Première ascension

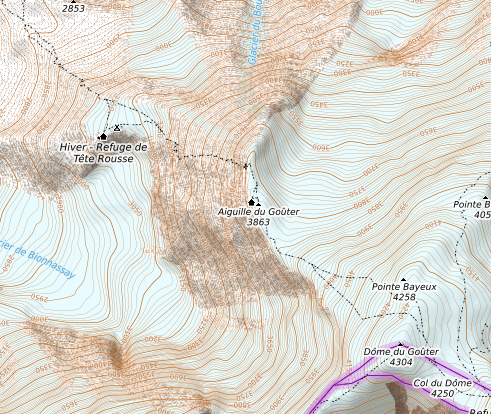
Carte topographique de l'aiguille.

En 1784, Marc-Théodore Bourrit, après plusieurs tentatives infructueuses pour atteindre le sommet du mont Blanc, cherchant un nouvel itinéraire, apprit que deux chasseurs de chamois, François Cuidet et François Gervais, de La Gruvaz (aujourd'hui hameau de Saint-Gervais-les-Bains), avaient atteint l'arête rocheuse du Goûter :
« M. Bourrit, qui mettait encore plus d'intérêt que moi à la conquête du Mont-Blanc, crut devoir se retourner de quelque autre côté ; il fit prendre de toutes parts des informations, et il apprit enfin que deux chasseurs, en poursuivant des chamois, étaient montés par des arêtes de rocher jusqu'à une très grande hauteur, en sorte que, depuis le point où ils étaient parvenus jusqu'à la cime du Mont-Blanc, il ne restait que quatre à cinq cents toises à monter par des pentes de neige peu rapides, et si bien aérées, que l'on n'avait point à craindre l'espèce de suffocation que l'on éprouvait dans la vallée déneige qui aboutit à la montagne de la Côte. Charmé de cette découverte, M. Bourrit courut à la Grue, village où demeuraient ces chasseurs, et les engagea à faire sur le champ avec lui un nouvel essai de cette route. ».